# Néstor Girolami
Néstor Adrian Girolami (ur. 22 maja 1989 roku w Isla Verde) – argentyński kierowca wyścigowy.

## Kariera
Girolami rozpoczął karierę w wyścigach samochodowych w 2005 roku od startów w Argentyńskiej Formule Renault 1.6, gdzie raz stanął na podium. Z dorobkiem 46 punktów został sklasyfikowany na dwunastej pozycji w końcowej klasyfikacji kierowców. Rok później został wicemistrzem tej serii. W późniejszych latach Argentyńczyk pojawiał się także w stawce Turismo Nacional Argentina, Włoskiej Formuły Renault, Top Race V6 Argentina, TC 2000, TC Pista Argentina, Turismo Carretera Argentina, Copa de Oro Rio Uruguay Seguros TC, Stock Car Brasil oraz World Touring Car Championship.
Do stawki World Touring Car Championship Argentyńczyk dołączył podczas słowackiej rundy w sezonie 2015 jako kierowca ekipy NIKA Racing.